# Archieparchia Trivandrum
Archieparchia Trivandrum (łac. Archieparchia Trivandrensis Syrorum Malankarensium) – archidiecezja Kościoła katolickiego obrządku syromalankarskiego w Indiach położona na południu stanu Kerala.
Od 10 lutego 2005 r. arcybiskupi metropolici Trivandrum, będący jednocześnie zwierzchnikami (katolikosami) Kościoła syromalankarskiego, mają tytuł i uprawnienia arcybiskupów większych.

## Arcybiskupi metropolici Trivandrum
- 11 lipca 1932-15 lipca 1953 Geevarghse Ivanios Panickerveetil OIC (1882-1953); wcześniej arcybiskup tytularny Phasis
- 27 stycznia 1955-10 października 1994 Benedict Varghese Gregorios Thangalathil OIC; wcześniej biskup pomocniczy Trivandrum z tytułem biskupa Antarados
- 29 listopada 1995-18 stycznia 2007 Cyril Baselios Malancharuvil OIC, od 2005 jako arcybiskup większy; wcześniej biskup Battery
- od 10 lutego 2007 Baselios Cleemis Thottunkal; wcześniej kolejno: biskup pomocniczy Trivandrum z tytułem biskupa Chaialum oraz pierwszy arcybiskup metropolita Tiruvalli